# Pane di Monte Sant'Angelo
Il pane di Monte Sant'Angelo è un prodotto di panetteria tradizionale di Monte Sant'Angelo, in provincia di Foggia.
Il pane di Monte Sant’Angelo è un pane di farina di grano tenero di forma rotonda grande, a volte grandissima, può raggiungere infatti circa 80–90 cm di diametro e un’altezza di circa 9 centimetri.
La cottura avviene ancora in forni con camere in pietra refrattaria spesso molto vecchi che si spengono solo il giorno di Natale e di Capodanno e negli altri giorni rimangono sempre accesi.

## Storia
Il pane di Monte Sant'Angelo è un pane molto particolare, con la crosta morbida e croccante e l'interno soffice e compatto. Anticamente le pagnotte venivano agganciate e appese fuori dalle botteghe: si parla di forme molto grandi, del peso di 5 o 6 chili, e dal diametro di 70-80 centimetri.
Nel 2006 il pane di Monte Sant'Angelo viene inserito nell'elenco dei prodotti agroalimentari tradizionali pugliesi.

## Produzione
Gli ingredienti per la sua preparazione sono la farina di grano tenero Tipo"0", l'acqua, il sale e il lievito naturale (in dialetto locale lu crescente). La farina viene mescolata al lievito naturale e poi stemperata in acqua con l'aggiunta di sale. L'impasto così ottenuto viene lasciato lievitare e dopo ciò viene modellato per ottenere la pagnotta di pane. Fatto questo si lascia a riposo la forma di pane in cassoni di legno prima metterla in forno, alla temperatura di 200° per almeno 2 ore (il metodo di cottura tradizionale vuole che il pane sia cotto in forni a legna).
Un'altra variante di pane prevede l'inserimento nell'impasto di patate lesse per rendere più morbido il pane.

## Diffusione
Il suddetto pane viene oggi esportato anche al di fuori del luogo d'origine.